# Washington Hernández
Washington Hernández (Montevideo; 13 de junio de 1968) es un exfutbolista uruguayo que jugaba como mediocampista.
Realizó gran parte de su carrera con el Real España donde debutó el 9 de junio de 1991 en el partido Tela Timsa 0-3 Real España y su primer gol con el equipo fue el 5 de septiembre de 1991 en el encuentro Olimpia 1-2 Real España. Jugó 111 partidos con Real España y anotó 28 goles. Ganó un título de Liga (1993), su último partido con el equipo fue el 5 de diciembre de 1999 en Puerto Cortés: Platense 2-0 Real España.
Después de jugar con el Luis Ángel Firpo de El Salvador, no consiguió contrato en Primera División y jugó en la Segunda División de Honduras con el Club Deportivo Parrillas One.

## Clubes
| Club                                | País        | Año       |
| ----------------------------------- | ----------- | --------- |
| Club Atlético Peñarol               | Uruguay     | 1988      |
| Club de Gimnasia y Esgrima La Plata | Argentina   | 1989      |
| Club Atlético Rentistas             | Uruguay     | 1990      |
| Racing Club de Montevideo           | Uruguay     | 1991      |
| Real Club Deportivo España          | Honduras    | 1991-1993 |
| Tigrillos de la UANL                | México      | 1993-1994 |
| Liga Deportiva Alajuelense          | Costa Rica  | 1994-1995 |
| Real Club Deportivo España          | Honduras    | 1995-1996 |
| Deportivo Saprissa                  | Costa Rica  | 1996-1997 |
| Real Club Deportivo España          | Honduras    | 1997-1999 |
| Club Deportivo Luis Ángel Firpo     | El Salvador | 1999-2000 |
| Club Deportivo Parrillas One        | Honduras    | 2000-2002 |

## Palmarés

### Como jugador

#### Campeonatos nacionales
| Título                              | Club                       | País     | Año  |
| ----------------------------------- | -------------------------- | -------- | ---- |
| Liga Nacional de Fútbol de Honduras | Real Club Deportivo España | Honduras | 1993 |